# Sagaminemertes nagaiensis
Sagaminemertes nagaiensis är en djurart som tillhör fylumet slemmaskar, och som först beskrevs av Jirô Iwata 1957.  Sagaminemertes nagaiensis ingår i släktet Sagaminemertes och familjen Siboganemertidae. Inga underarter finns listade i Catalogue of Life.